# Tampa Stadium
Le Tampa Stadium (connu sous le nom de Houlihan's Stadium de 1996 à 1998, et surnommé The Big Sombrero) était un stade de football américain situé au 4201 North Dale Mabry Highway à Tampa, en Floride.
Il fut le domicile des Buccaneers de Tampa Bay de la National Football League. Sa capacité était de 74 301 places et disposait de 59 suites de luxe.

## Histoire
Construit en 1967, le Houlihan's Stadium, anciennement connu sous le nom de Tampa Stadium, a été conçu pour être le domicile de l'équipe de football américain de l'Université de Tampa (équipe aujourd'hui dissoute) et d'autres matchs universitaires. Les responsables locaux avaient des projets plus importants pour le stade, toutefois, le 10 août 1968, ils ont commencé à s'acquitter de ces visions en regardant les Redskins de Washington battre les Falcons d'Atlanta 16 à 14 lors du premier match amical NFL au Tampa Stadium.
Le stade est devenu le terrain de jeu des Buccaneers de Tampa Bay de la National Football League en 1975, et a subi pour 13 millions de dollars de rénovations qui comprenaient l'agrandissement de la capacité en places de 47 000 à 72 000, l'ajout des sky suites, et l'entourage complet des end zones.

## Événements
- Can-Am Bowl, 1977 à 1979
- Florida Classic, 1978 à 1996
- NFL Pro Bowl, 23 janvier 1978
- NFC Championship Game, 6 janvier 1980
- Super Bowl XVIII, 22 janvier 1984
- USFL Championship Game, 15 juillet 1984
- Outback Bowl, 1986 à 1998
- Super Bowl XXV, 27 janvier 1991

## Galerie

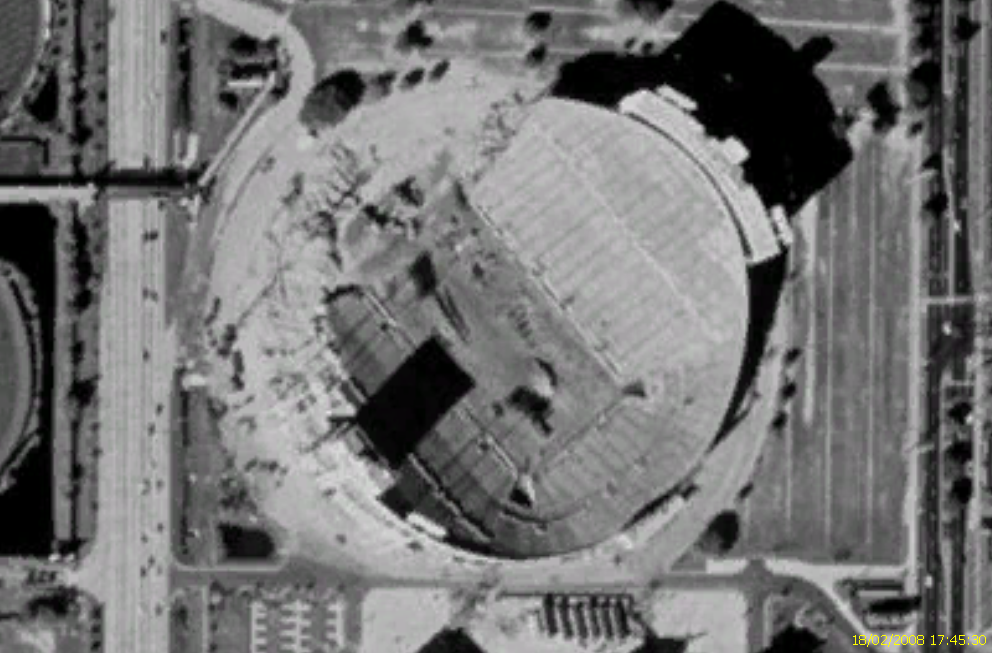
Image satellite du stade en démolition